# Šilovke i konjići
Šilovke i konjići (Syngnathiformes), red morskih riba s pet porodica koje se već na prvi pogled izgledom razlikuju od ostalih ribljih vrsta. Predstavnici su im Morski konjići i šila (Syngnathidae) s 298 vrsta u 56 rodova; trumpetače (Fistulariidae) s četiri vrste u jednom rodu; šljuke (Centriscidae) 12 vrsta (5 rodova); Aulostomidae, 3 vrste (1 rod); i Solenostomidae šest vrsta (1 rod).
Neke vrste ovih riba majstori su za kamuflažu, pa neke mogu imitirati travu (Solenostomus cyanopterus).